# ليزلي رونالد جونز
ليزلي رونالد جونز (بالإنجليزية: Leslie Ronald Jones)‏ هو مصور أمريكي، ولد في 12 أكتوبر 1886 في Cotuit, Massachusetts ‏ في الولايات المتحدة، وتوفي في 8 ديسمبر 1967 في ماساتشوستس في الولايات المتحدة.

## وصلات خارجية
- الموقع الرسمي